# Susan Brooks
Susan Wiant Brooks (ur. 25 sierpnia 1960) – amerykańska polityk, członkini Partii Republikańskiej i kongreswoman ze stanu Indiana (w latach 2013-2021).